# Eublemma fasciola
Eublemma fasciola là một loài bướm đêm trong họ Erebidae.